# 卢卡斯艺术
卢卡斯艺术公司（LucasArts Entertainment Company, LLC）是一間美國的電子遊戲發行和授權公司，總部位於加州舊金山。直到2013年為止，盧卡斯藝術亦同時為一間電子遊戲開發公司。盧卡斯藝術曾以圖形冒險遊戲作品聞名，並曾推出多款根據《星際大戰》和《印第安納瓊斯》系列改編的遊戲作品。
盧卡斯藝術1982年由喬治·盧卡斯創立，當時名為「盧卡斯影業遊戲（Lucasfilm Games）」，是隸屬于盧卡斯影業旗下的電子遊戲開發團隊。公司的主席由最初盧卡斯本人擔任。在1990年盧卡斯各相關公司改組時，盧卡斯影業遊戲部門重新命名為「盧卡斯藝術（LucasArts）」。
2012年，盧卡斯藝術隨著母公司盧卡斯影業被華特迪士尼公司收購。2013年4月3日，迪士尼終止了所有盧卡斯藝術的內部開發計劃，並資遣了多數的員工。然而，盧卡斯藝術仍然以授權公司的身份繼續營運。
在盧卡斯藝術轉型為授權公司後，核心市場方面的《星際大戰》系列遊戲由藝電（Electronic Arts）取得獨家授權並負責開發製作。休閒遊戲市場方面的系列作品則由迪士尼互動工作室取得開發權，盧卡斯藝術保留了授權的權利。根據其他盧卡斯影業作品改編的電子遊戲開發則由迪士尼互動工作室接手或授權給第三方廠商。

## 資料來源
1. ↑  . The Wall Street Journal. 2013-04-03  [2013-04-18]. （原始内容存档于2013-09-21）.
2. ↑   (新闻稿). LucasArts. June 20, 2000  [2009-08-30]. （原始内容存档于2009-09-28）.
3. ↑  . The International House of Mojo. 2013-10-11  [2013-10-12]. （原始内容存档于2013-10-13）.
4. ↑  . Los Angeles Times. 2013-06-21  [2013-06-23]. （原始内容存档于2013-06-23）.
5. ↑  Terdiman, Daniel. . CNET.   [2013-04-03]. （原始内容存档于2013-04-04）.
6. ↑  Shaw, Lucas. . The Wrap. 2013-04-03  [2013-04-03]. （原始内容存档于2013-04-06）.
7. ↑  Neal, Ryan W. . International Business Times. 2013-04-03  [2013-04-03]. （原始内容存档于2013-04-06）.
8. ↑  . The Verge. 2013-05-06  [2013-05-06]. （原始内容存档于2013-05-07）.
9. ↑  . The International House of Mojo. 2013-05-06  [2013-05-06]. （原始内容存档于2013-06-17）.
10. ↑  . USA Today. 2013-04-03  [2013-06-23]. （原始内容存档于2013-06-07）.

## 外部連結
- .   [2014-07-19]. （原始内容存档于1996-12-20）.
- The Workshop （页面存档备份，存于）－LucasArts的官方部落格
- LucasArts （页面存档备份，存于）於MobyGames
- 互联网电影数据库上卢卡斯艺术的资料（英文）